# レジスタントスターチ
レジスタントスターチ(resistant starch; RS)とは、ヒトの小腸まででは消化されず、大腸に届くでんぷん、および、でんぷん分解物の総称である。「レジスタント」＝「消化され難い」、「スターチ」＝「でんぷん」という意味であり、難消化性でんぷんまたは耐性でんぷんとも呼ばれる。
腸内細菌を活性化させ、便秘改善、血中コレステロールや中性脂肪の減少、血糖値の急上昇を抑制する効果も期待されている。
2N水酸化カリウムで可溶化した後にグルコースとして定量される複数種のデンプンに対して与えられた総称である。

## 概要
1980年代、Englystらによって命名された。レジスタントスターチはでんぷんでありながら、エネルギーになりにくく、整腸作用や生活習慣病の予防効果があるとされている食品中の成分であり、食物繊維の1種である。食物繊維の中でも、腸内細菌に対して良い影響を与える効果があり、不溶性食物繊維と水溶性食物繊維の特性をあわせ持っているなど、ユニークな機能を有しているが、日本でトクホ飲料によく使われる難消化性デキストリンとは構造も性質も異なる。

## 消化されない理由
レジスタントスターチは消化されないメカニズムの違いによって次の4種類に分類されている。
RS1雑穀のように硬い組織に囲まれていることで消化酵素がでんぷんまで届かないタイプ
RS2十分に加熱されていない未糊化のでんぷんやアミロースの極めて多いでんぷんなど、でんぷんの粒子自体が消化されにくいタイプ
RS3冷やご飯や春雨のように一度加熱されて糊化したあと、冷めたり保存する過程で一部のでんぷんが再結晶して消化されにくい構造に変化したタイプ（老化でんぷん）
RS4加工デンプンの一種で、でんぷんを高程度に化学修飾することで消化酵素が作用しにくくなったタイプ
また、アミロースと脂肪の複合体でんぷんをRS5に分類する場合もある。

## レジスタントスターチを含む食品
レジスタントスターチは雑穀や豆などの穀類や、コーンフレークやパスタなどのでんぷん質の食品の一部に含まれる。中にはハイアミロースコーンスターチのように、多量のレジスタントスターチを含むものもある。また、ご飯を冷やす、じゃがいもをポテトサラダにするなど、“冷やす”ことででんぷん質中のレジスタントスターチの量が増えると言われている。このため、ダイエットやお腹の調子を整える目的で、でんぷん質の食品を冷やして食べる方法が紹介されることもある。日本テレビ系の教育バラエティ「世界一受けたい授業」でも、“冷やして得する栄養学”としてレジスタントスターチが紹介された。さらに、最近はレジスタントスターチをより多く含んだでんぷんが食品素材として開発されており、麺類やパンなどに配合して、より手軽に摂取できるよう取り組みが進められている。トクホの関与成分としても使われている難消化性再結晶アミロースもレジスタントスターチの一種であり、RS3のタイプに相当する。
下記の食品中に含まれるレジスタントスターチの量は、測定法、食材の熟成度、調理法、加熱条件、調理後の温度などによって変動する。
| 食品                         | レジスタントスターチ含有量 （乾燥重量あたり） |
| ---------------------------- | --------------------------------------------- |
| パスタ                       | 1.4 %                                         |
| コーンフレーク               | 2.8 %                                         |
| インゲンマメ（水煮）         | 5.3 %                                         |
| コーンスターチ               | 0.99 %                                        |
| ハイアミロースコーンスターチ | 43.0 %                                        |
| グリーンバナナ(凍結乾燥)     | 51.0 %                                        |
| グリーンバナナ（生でんぷん） | 62.3％                                        |
| ポテトスターチ(AVEBE製)      | 77.0 %                                        |

| 食品                       | レジスタントスターチ含有量 （食品100gあたり、グラム） |
| -------------------------- | ----------------------------------------------------- |
| プンパーニッケル           | 4.5                                                   |
| ライ麦パン(全粒粉)         | 3.2                                                   |
| トルティーヤ(とうもろこし) | 3.0                                                   |
| オールブラン(ケロッグ)     | 0.7                                                   |
| コーンフレーク             | 3.2                                                   |
| グラノーラ                 | 0.1                                                   |
| オーツブラン(シリアル)     | 1.0                                                   |
| ポテトチップス             | 3.5                                                   |
| バナナ(生)                 | 4.0                                                   |
| パスタ(小麦、調理済)       | 1.1                                                   |
| 白米(長粒種、調理済)       | 1.2                                                   |
| インゲン豆(調理済)         | 2.0                                                   |
| ポテトサラダ               | 1.0                                                   |

## レジスタントスターチを摂取するメリット

### 血糖値の上昇抑制
通常のでんぷんは、摂取すると小腸で消化酵素によって分解されてグルコースになり、血液へ取り込まれるため血糖値が上がる。これに対し、レジスタントスターチは消化酵素によって分解されにくいため、血糖値の上昇が低く抑えられる事が分かっている。 EUでは、レジスタントスターチを14%以上含む食品について「食後の血糖応答が小さい」という内容の表示（ヘルスクレーム）をすることが認められている。

### 腸内代謝
大腸に届いたレジスタントスターチは、腸内細菌によって代謝されて、酢酸、プロピオン酸、酪酸、コハク酸などの短鎖脂肪酸に変えられる。このような短鎖脂肪酸は、腸内を悪玉菌が活動しにくい弱酸性に維持する効果があり、善玉菌を育てやすくする。さらに、大腸から体内へ吸収されて大腸癌の予防、大腸炎の予防、中性脂肪やコレステロールの上昇抑制、インスリン抵抗性の改善など、全身の健康維持に役立っていることが複数報告されている。

### 空腹感の抑制
レジスタントスターチを多く含んだ食品を摂ると、小腸でおだやかに消化され、大腸ではゆっくりと代謝されて短鎖脂肪酸になるため、摂取してから時間をかけて体に吸収される。このため、朝食に食べると昼食、昼食に食べると夕食の空腹感や血糖上昇を抑えるセカンドミール効果が生じる。

### 摂取カロリーの抑制
でんぷん1gあたりのカロリーは通常4kcalとみなされているが、レジスタントスターチのように小腸で消化されず、大腸で腸内細菌に代謝されて短鎖脂肪酸として吸収されるでんぷんのカロリーは1gあたり2kcalと、通常のでんぷんの半分とされている。

## ナガイモなどの効能
上の「レジスタントスターチを含む食品」の表は英語版からの翻訳なので登場しないが、東アジアでよく食用にされているヤマノイモ科のヤマイモやナガイモに多くのレジスタントスターチが含まれている。これらが便秘などを防ぐ効能が大いにあることを、2019年ころより日本のNHKテレビその他のマスコミで広く取り上げられている。